# Élections municipales du Nouveau-Brunswick de 2008
Les élections municipales du Nouveau-Brunswick de 2008 ont eu lieu le 12 mai 2008 afin d'élire les maires et conseillers municipaux des 104 municipalités que comptait la province à ce moment. Le même jour ont également été organisées les élections des conseils scolaires. 

## Plébiscite
Un plébiscite a été organisé à Sussex Corner afin de déterminer si le village devait être annexé à la ville limitrophe de Sussex. Les électeurs votèrent en faveur de la proposition à 86,4 %.

## Élections partielles
Des élections partielles sont organisées le 23 juin 2008 afin d'élire les maires et conseillers municipaux manquants dans les municipalités de Balmoral, Bas-Caraquet, Drummond, Eel River Crossing, Millville, Néguac, Oromocto et Rogersville.